# St. Martin (Holzweiler)
St. Martin ist eine römisch-katholische Pfarrkirche in Holzweiler, einem Ortsbezirk der verbandsfreien Gemeinde Grafschaft im rheinland-pfälzischen Landkreis Ahrweiler. Die Pfarrei St. Martin in Holzweiler gehört zur Pfarreiengemeinschaft Grafschaft im Bistum Trier.

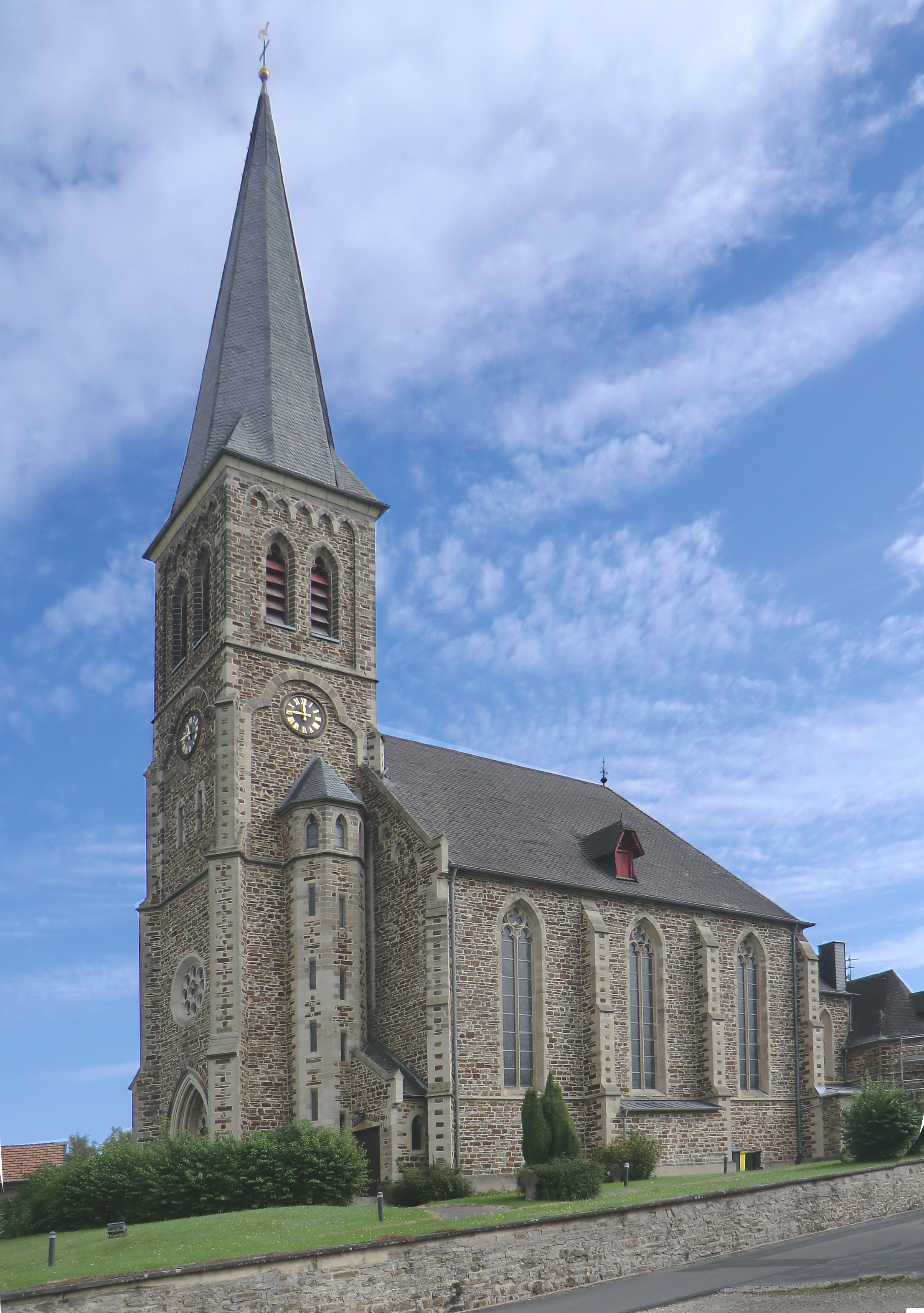
Kirche Sankt Martin

## Geschichte
Die alte, im Jahr 1223 erstmals urkundlich genannte Pfarrkirche von Holzweiler war im Laufe der Jahrhunderte für die wachsende Zahl von Einwohnern zu klein geworden. Deshalb wurde sie mangels eines anderen Bauplatzes Ende des 19. Jahrhunderts abgerissen, um an ihrer Stelle eine neue Kirche zu bauen. Der letzte Gottesdienst wurde am Aschermittwoch, 23. Februar 1898, gehalten und danach das Allerheiligste in eine in der Schule eingerichtete Notkirche übertragen. 
Die neue Kirche wurde im neugotischen Stil errichtet. Erste Skizzen und Pläne zum Neubau wurden 1896/1897 von dem in Lüftelberg geborenen Architekten Anton Becker erstellt und im Juni 1897 vom Generalvikariat im Bistum Trier genehmigt. Als Becker sich wegen einer schweren Erkrankung für mehrere Monate in eine Klinik begeben musste, wurde Lambert von Fisenne mit dem Bau der Kirche beauftragt. Die Grundsteinlegung des Neubaus, einer dreischiffigen, dreiachsigen Hallenkirche mit dreiseitig schließendem Ostchor und Turm im Westen, war am 30. Mai 1898, als die Außenmauern schon bis zur Höhe der Fensterbänke standen. Bis zum Winter war die Kirche unter Dach, und der Turm stand bis zur halben Giebelhöhe. Die feierliche Konsekration der neuen Pfarrkirche fand am 4. Mai 1900 durch Weihbischof Carl Ernst Schrod statt.
Passend zum Stil des Gebäudes waren die 1899 gelieferten neugotischen Altäre und die Kanzel, die nach einer Sanierung und Renovierung 1963 umgestaltet wurden. 1911 wurde die Kirche ausgemalt, 1912 erhielt sie eine elektrische Beleuchtung, 1915 eine neue Orgel als Opus 534 der Bonner Orgelbau-Firma Klais anstelle der Orgel aus der alten Kirche und 1920 die erste Heizung.
Erste bauliche Sanierungen waren bereits 1930 nötig. Risse deuteten darauf hin, dass sich unter anderem der Turm leicht gesetzt hatte, wahrscheinlich eine Folge des verhältnismäßig weichen Tuffsteins, der beim Bau der optischen Wirkung wegen im Wechsel mit dem dunklen und harten Basalt verwendet worden war. Deshalb wurde der Naturstein zum Teil durch Kunststein ersetzt. Außerdem musste der Helm des Kirchturms verkürzt werden. Trotz dieser ersten Maßnahmen wurden 1955 schwerwiegende Mängel festgestellt, und 1962 zeigte sich, dass die Fundamente des Turms verstärkt werden mussten. Die darauf folgende Sanierung, bei der neben anderem auch Gewölbe verstärkt, der Turmhelm neu beschiefert und die Treppenaufgänge vor den Portalen erneuert wurden, dauerte von September 1962 bis zum 25. März 1963.
Eine weitere Außenrenovierung war 2019 abgeschlossen worden. Nach einer Innenrenovierung von 2022 weihte Weihbischof Robert Brahm am 14. Mai 2023 den neuen Zelebrationsaltar. Der neue Altar ist ein schlichter, kantiger Steinblock nach einem Entwurf der Aachener Künstlerin Eva von der Stein, an den Seiten jeweils unterbrochen durch einen mit Linien gezeichneten Winkel.
Zur Ausstattung der Kirche gehört außer etlichen anderen alten Statuen eine Darstellung des Kirchenpatrons, des heiligen Martin, wie er mit einem Bettler seinen Mantel teilt. Martin sitzt hoch zu Pferd und vor ihm kniet der Mann, reckt die Hand hoch, um das wärmende Stück Tuch entgegenzunehmen. Die Figur ist aus Holz; sie wurde in der zweiten Hälfte des 15. Jahrhunderts geschaffen und 1963 von der Kunsthistorikerin und Restauratorin Grete Brabender (1896–1995) restauriert.

## Glocken
St. Martin in Holzweiler hat vier Glocken, von denen drei mehrere hundert Jahre alt sind.
| Name           | Ton | Gewicht | Durchmesser | Jahr | Glockengießer             |
| -------------- | --- | ------- | ----------- | ---- | ------------------------- |
| Marienglocke   | ges | 650 kg  | 100 cm      | 1504 | Heinrich van Pruim (Prüm) |
| Martinsglocke  | b   | 375 kg  | 86 cm       | 1578 | Heinrich van Collen       |
| Nikolausglocke | c   | 280 kg  | 76 cm       | 1578 | Heinrich von Collen       |
| Antoniusglocke | as  | 500 kg  | 96 cm       | 1954 | Eifeler Glockengießerei   |

Im Zweiten Weltkrieg mussten die Marienglocke und die Martinsglocke wie zahllose andere Bronzeglocken als „Metallspende des deutschen Volkes“ zum Einschmelzen für Kriegsmaterial abgeliefert werden; die Nikolausglocke durfte im Turm verbleiben. Wegen ihres Alters wurde den beiden eingezogenen Glocken allerdings ein gewisser Schutz zugebilligt, sodass sie auf dem Sammelplatz in Sinzig den Krieg überdauerten und zurückgeholt werden konnten. 1951 wurden sie wieder im Turm aufgehängt. 1960 kam die Antoniusglocke hinzu, die für eine andere Pfarrei gegossen worden war. Im Zusammenhang damit wurde auch eine elektrische Läuteanlage eingebaut.